# Leitpostamt
Leitpostämter (LPÄ) waren in Deutschland Postdienststellen mit hervorgehobener Bedeutung. 
Ihnen waren postdienstlich bestimmte Leitbereiche zugeordnet.
Zudem war es eine Bezeichnung für Postämter, denen Landpostgebiete zugeordnet waren.
Orte, die durch Landkraftposten postalisch versorgt wurden, mussten mit der Angabe „über“ und dem Namen des zuständigen Leitamtes unterhalb des Bestimmungsortes gekennzeichnet sein.
(19) Parey
über Genthin
Der Straßenname wurde unterhalb des Bestimmungs- beziehungsweise Leitamtsortes geschrieben.
Auch nach dem Zweiten  Weltkrieg gab es noch Leitpostämter.
Die Leitpostämter waren Postämter von denen Landkraftposten ausgingen, sie waren bei der Bezeichnung von Poststellen II (PSt II), die nur durch das Leitpostamt versorgt wurden, zum Beispiel «Aach über Oberstaufen», durch den Zusatz »über« als Leitpostamt zu erkennen. Bei jedem Leitpostamt bestand für die Wahrnehmung des Landpostdienstes mit den an den Landkraftpostlinien liegenden Amtsstelle ein Landpoststelle. Poststellen II wurden in Orten an Landkraftpostlinien und Kraftpostlinien als Amtsstelle ohne bestimmte Dienststunden einem Leitpostamt unterstellt; sie rechneten täglich mit dem Leitpostamt ab.
Spätestens mit der Einführung der fünfstelligen Postleitzahl ist diese Leitfunktion nicht mehr notwendig.